# Achajský spolek
Achajský spolek byl federací starověkých řeckých městských států (poleis) v Achaji, území ležícím na severním pobřeží Peloponéského poloostrova. Tento spolek vznikl původně již v 5. století př. n. l. po nastolení demokratických změn v achajských obcích a přetrval až do druhé poloviny 4. století př. n. l., kdy se spolu s dalšími řeckými státy postavil proti králi Filipovi II. Makedonskému. Po podrobení Helénů Makedonci zmínky o spolku na určitý čas zmizely. Nicméně někdy kolem roku 280 př. n. l. byl achajský spolek opět založen za účelem vypuzení Makedonců, přičemž se záhy začal rozšiřovat i mimo vlastní území Achaje. Začleňováním okolních neachajských obcí pozbyl svůj lokální význam a dosáhl tak podobně jako aitólský spolek celořecké důležitosti. Obyvatelé každé polis získali spolkové občanské právo a možnost podílet se na řízení společných záležitostí. Spolek disponoval lidovým shromážděním, radou (búlé), jež se scházely v chrámu Dia Homaria, a každoročně volenými vedoucími úředníky – nejprve dvěma a od roku 255 př. n. l. jedním stratégem.
Připojením města Sikyónu v roce 251 př. n. l., získali Achajové svého prvního velkého vůdce, Aráta ze Sikyónu. Díky němu se počet členů spolku rozmnožil o důležité obce jakými byly Korint, Argos či arkádská Megalopolis. Posílením své moci expanzí na Peloponésu spolek efektivně podlomil makedonský vliv v této oblasti, avšak brzy se dostal do konfliktu s ambiciózní Spartou Kleomena III. Tento spartský král dokázal přivést na svou stranu mnoho měst spolku, kterému tak hrozilo úplné zničení. Arátos byl za těchto okolností nucen upustit od svojí protimakedonské politiky a obrátit se o pomoc na svého nepřítele, makedonského krále Antigona III. Dósóna. Ten sice v roce 222 př. n. l. v bitvě u Sellasie zdolal Kleomenovy Sparťany, přitom ovšem obnovil makedonskou hegemonii na Peloponésu.

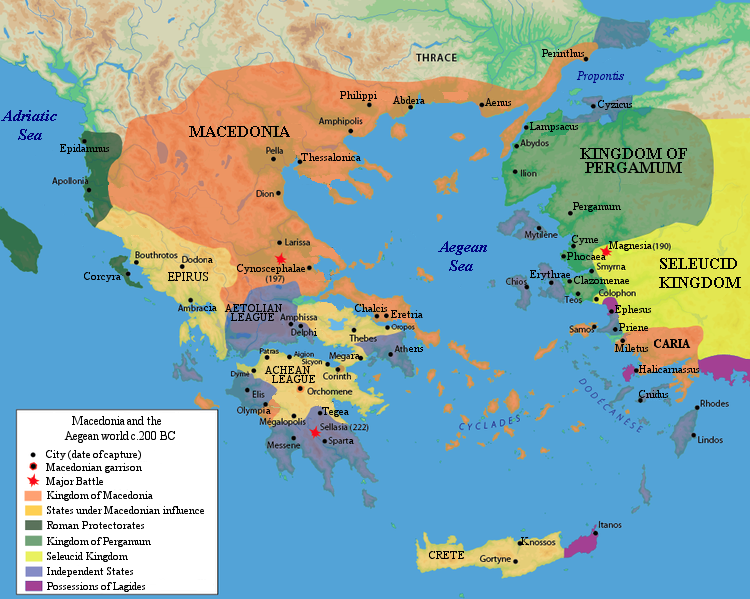
Achajský spolek (žlutě) a další státy Řecka 200 př. n. l.

Po Arátově smrti achajský spolek obratně využil oslabení Makedonců Římany ve druhé makedonské válce v roce 197 př. n. l. Pod vedením Filopoiména pak definitivně srazil na kolena již značně oslabenou Spartu, čímž se ujal vlády nad celým Peloponésem. Dominance spolku na poloostrově však netrvala dlouho. Během třetí makedonské války v letech 171 až 168 př. n. l. si Achajové pohrávali s myšlenkou na vytvoření protiřímské aliance s králem Perseem, za což je Římané potrestali odvedením tisíce nejvýznačnějších občanů jako rukojmích do Itálie, čímž si zajistili poslušnost spolku (mezi těmito rukojmími se nacházel rovněž Polybios, řecký historik, jenž ve svém díle popsal rozmach římské republiky). V roce 146 př. n. l. achajský spolek povstal proti římské nadvládě. Římské legie pod velením konzula Lucia Mummia nato přemohly Achaje na Isthmu a srovnaly se zemí nejvýznamnější město spolku – Korint. Achajský spolek byl rozpuštěn a Lucius Mummius obdržel agnomen Achaicus („přemožitel Achajů“).